# SK Johanneum Eppendorf
Der Schachklub Johanneum Eppendorf (SKJE) ist in Hamburg beheimatet.

## Geschichte
Die Ursprünge des Vereins liegen in der 1958 gegründeten Schulschachgemeinschaft der Gelehrtenschule des Johanneums (SGJ). 1964 erfolgte eine Fusion mit der Schulschachgruppe des Gymnasiums Alstertal, der damit gegründete Verein trug den Namen Schachklub Johanneum/Alstertal (SKJA). 1968 und 1970 erreichte der SKJA den Aufstieg in die Oberliga, die damals höchste Spielklasse, konnte sich dort aber nicht behaupten. 1971 wurde die Schulschachgruppe des Gymnasiums Eppendorf aufgenommen, verbunden damit wurde der Verein umbenannt in Schachklub Johanneum Eppendorf (SKJE). 1980 konnte sich der SKJE für die neu gegründete 2. Bundesliga qualifizieren, 1981 gelang sogar der weitere Aufstieg in die 1. Bundesliga. Die Saison 1981/82 blieb jedoch die einzige Erstligaspielzeit des SKJE, man musste als 14. direkt wieder absteigen. Zunächst konnte sich der SKJE noch in der 2. Bundesliga behaupten, 1987 erfolgte jedoch der Abstieg in die Regionalliga. Nachdem der SKJE zwischenzeitlich bis in die fünftklassige Stadtliga absteigen musste, konnte er zur Saison 2013/14 in die 2. Bundesliga zurückkehren, stieg jedoch nach einer Saison wieder ab.

## Bekannte Spieler
Bekannte Mitglieder des SKJE sind oder waren der Großmeister Tom Wedberg, der spätere Großmeister und deutsche Meister von 2010 Niclas Huschenbeth, der spätere Internationale Meister Bernd Stein, die Internationale Meisterin der Frauen Borislava Borisova, die Fernschach-Großmeister Stephan Busemann und Achim Soltau, der Psychologe Friedemann Schulz von Thun sowie die Musiker Volker Ahmels und Pär Lammers.

## Mitgliedschaften
Der SKJE ist als Verein Mitglied im Hamburger Schachverband sowie auf Jugendebene im Hamburger Schachjugendbund (HSJB).